# Croisilles (Pas-de-Calais)
Croisilles é uma comuna francesa na região administrativa de Altos da França, no departamento de Pas-de-Calais. Estende-se por uma área de 11,58 km². Em 2010 a comuna tinha 1 974 habitantes (densidade: 170,5 hab./km²).